# Pål Mathiesen
Pål Mathiesen, pseud. Athera, Daukjøtt oraz Shady Blue (ur. 14 sierpnia 1977 w Haslum) – norweski muzyk, kompozytor, wokalista i autor tekstów. Pål Mathiesen znany jest przede wszystkim z wieloletnich występów w grupie muzycznej Susperia, której był członkiem w latach 1998–2015. Wraz z zespołem nagrał m.in. pięć albumów studyjnych: Predominance (2001), Vindication (2002, Unlimited (2004), Cut From Stone (2007) oraz Attitude (2009).
W 2009 roku dołączył do rockowego zespołu Chrome Division, w którym zastąpił Eddiego Guza. W 2011 roku ukazał się pierwszy album grupy z Mathiesenem w składzie pt. 3rd Round Knockout. Muzyk współpracował ponadto z zespołami Metadox, Vanaheim i Ringnevond.